# ADV Reliant
L'Australian Defence Vessel (ADV) Reliant est un navire auxiliaire opéré par Teekay Shipping Australia pour la Royal Australian Navy (RAN). Le navire a été acheté en février 2022 pour servir de navire de soutien de la RAN dans le Pacifique.

## Acquisition
Le gouvernement australien a annoncé en novembre 2018 qu’un grand navire devait être construit en Australie pour la RAN afin d’entreprendre des tâches humanitaires dans le Pacifique. Cela s’inscrivait dans le cadre de l’initiative diplomatique du gouvernement « Intensification du Pacifique ». Le ministre de la Défense a déclaré que le navire serait construit en Australie-Occidentale,. Le Plan de structure des forces pour 2020 indiquait qu’un navire de soutien du Pacifique serait construit en Australie.
Lors d’une audition du Sénat sur le budget des dépenses en octobre 2021, des responsables du ministère de la Défense ont déclaré que le gouvernement avait décidé d’acheter le navire à l’étranger plutôt que de le construire en Australie. Cette décision n’avait pas été annoncée auparavant et faisait suite à des informations selon lesquelles l’industrie australienne de la construction navale n’avait pas la capacité de construire le navire en raison d’autres priorités. Le parti travailliste d’opposition a critiqué cette décision, mais le gouvernement a déclaré qu’il souhaitait que le navire entre en service au plus tôt.
En février 2022, le navire ravitailleur offshore Horizon Star a été acheté pour 67 millions de dollars américains à l’entreprise canadienne Horizon Maritime. Ce navire avait été construit en Norvège et était initialement entré en service en 2017,,. Après l’achat, le navire a subi des travaux d’entretien et de vérification dans les îles Canaries, et a navigué vers l’Australie en mai 2022. Il a été rebaptisé Australian Defence Vessel (ADV) Reliant alors qu’il se trouvait aux îles Canaries.

## Caractéristiques
L’ADV Reliant a un déplacement d’environ 5600 tonnes. Il mesure 103 mètres de long et 20 mètres de large. Il dispose d’un grand pont cargo et d’une grue. La passerelle, l’hélisurface et les logements de l’équipage du navire sont situés dans sa grande superstructure avant. Le navire « peut produire des milliers de litres d’eau douce par jour ».
En septembre 2022, le chef d’état-major de la Marine, le vice-amiral Mark Hammond, a déclaré que les tâches de l’ADV Reliant comprenaient « l’étude des milieux marins, la livraison d’équipement lourd, la formation à la recherche et au sauvetage, ainsi que les secours en cas de catastrophe ».
Les capacités du navire lors de sa livraison ont été critiquées. Il n’a pas la capacité d’opérer des péniches de débarquement. Il ne peut pas non plus embarquer à bord un hélicoptère en raison de l’absence d’un hangar ou d’installations de stockage de carburant d’aviation, et il n’y a pas de liaison directe entre le pont cargo et l’hélisurface. L’Australian Defence Magazine a écrit que ces caractéristiques manquantes sont « largement considérées comme cruciales pour le succès des opérations HADR (aide humanitaire et secours en cas de catastrophe), car elles permettent un transport indépendant des infrastructures existantes ». Un article de l’officier à la retraite de la RAN, Bob Moyse, publié par l’Australian Strategic Policy Institute, a déclaré que « l’ADV Reliant est susceptible d’être d’une utilité limitée pour les secours en cas de catastrophe » en raison de ces problèmes.
Dans le cadre de la phase 2 du projet SEA 3033, l’ADV Reliant fera l’objet d’une mise à niveau. Bien que les objectifs du projet n’aient pas été annoncés, l’Australian Defence Magazine a déclaré qu’ils pourraient inclure des améliorations aux capacités d’opérer un hélicoptère et des péniches de débarquement, et éventuellement l’équipement du navire avec des armes de petit calibre. Moyse a fait valoir que ces améliorations ne rendraient pas l’ADV Reliant adapté à l’usage auquel il était destiné, car il ne peut entrer que dans des ports profonds et sa cargaison devra être transbordée sur la péniche de débarquement avec la grue du navire, ce qui n’est pas une approche efficace.
En 2024, l’équipage de l’ADV Reliant était composé d’un équipage civil de 18 personnes, auquel s’ajoutaient quatre marins de la RAN, un officier de liaison de la marine et deux soldats de l’armée australienne.
En juillet 2024, la RAN a commandé deux péniches de débarquement légères pour opérer à partir de l’ADV Reliant. Elles devraient être livrés au cours du premier semestre 2025. Les engins remplaceront le LCVP que l’ADV Reliant embarque actuellement et devraient être plus grands et plus rapides.

## Service opérationnel
Au cours de son voyage vers l’Australie, l’ADV Reliant a soutenu les activités de la RAN aux îles Fidji et a patrouillé dans les zones économiques exclusives des îles Cook et des Samoa.
En août 2022, l’ADV Reliant faisait partie de l’escadre de soutien national de la RAN. Comme les autres navires de l’escadre, son équipage est composé de marins civils employés par Teekay Shipping Australia et d’un seul officier de liaison de la RAN. En septembre 2022, l’équipage était composé de 18 employés de Teekay et d’un officier de la RAN. D’autres membres du personnel seront embarqués au besoin pour des tâches spécifiques. L’ADV Reliant est basé à Brisbane et doit opérer dans le Pacifique pendant 250 à 300 jours par an. La Force de défense australienne aura le contrôle opérationnel sur le navire, ses tâches étant déterminées en consultation avec le ministère des Affaires étrangères et du Commerce.
En mars 2023, l’ADV Reliant a été utilisé pour récupérer un hélicoptère MRH-90 de l’armée qui s’était écrasé dans la Jervis Bay. L’ADV Reliant était l’un des nombreux navires utilisés pour récupérer l’épave d’un MRH-90 qui s’est écrasé en mer près de l’île Lindeman dans le Queensland lors d’un exercice d’entraînement en juillet 2023.